# دین (یکا)
دین با نماد dyn (گرفته شده از واژهٔ یونانی δύναμις یا dynamis به معنی توان و نیرو) نام یک یکای اندازه‌گیری نیرو مشخص شده در سامانهٔ اندازه‌گیری سانتیمتر-گرم-ثانیه یا CGS، نسخهٔ اسبق SI است. یک دین برابر ۱۰ µN (میکرونیوتن) است. هر دین برابر است با «نیروی لازم برای دادن شتاب یک سانتی‌متر بر مجذور ثانیه به یک جرم یک گرمی.»

## تاریخچه
نام Dyne برای اولین بار به عنوان یک واحد نیروی CGS در سال ۱۸۷۳ میلادی توسط کمیته انجمن بریتانیایی برای پیشرفت علم پیشنهاد شد.

## تعریف
دین به عنوان «نیروی مورد نیاز برای شتاب دادن به جرم یک گرم با سرعت یک سانتی‌متر در هر مربع در ثانیه» تعریف می‌شود. تعریف معادل دین عبارت است از: «آن نیرویی که به مدت یک ثانیه باعث تغییر سرعت یک سانتی متر در ثانیه در جرم یک گرم شود». یک دین برابر با ۱۰ میکرونیوتن، 10-5 N یا 10 nsn (نانوستن) در سیستم واحدهای قدیمی متر-تن-ثانیه است.
۱ dyn = ۱ g·cm/s² = ۱۰−۵ kg·m/s² = ۱۰−۵ N
۱ Newton = ۱ kg.m/s² = ۱۰۵ g.cm/s² = ۱۰ ۵ dyne
به طور سنتی یکای کشش سطحی، دین بر سانتیمتر مورد استفاده قرار می‌گیرد. برای مثال، کشش سطحی آب مقطر در دمای ۲۵ درجهٔ سانتی گراد (۷۷ فارنهایت) برابر با ۷۱/۹۹ dyn/cm است که در سامانهٔ SI برابر با ۷۱/۹۹ x ۱۰−۳ N/m یا ۷۱/۹۹ mN/m خواهد بود.